# 大雅
大雅（たいが、1996年8月14日 - ）は、日本の総合格闘家、キックボクサー。神奈川県愛川町出身。元RISEスーパーフェザー級王者。第3代K-1 WORLD GPスーパーフェザー級王者。第3代Krush スーパーバンタム級王者。TRY HARD GYM所属。実兄は同じくキックボクサーでTRY HARD GYM代表のHIROYA。

## 来歴
K-1を大好きだったことや兄HIROYAの試合を見ていたことで、幼稚園の頃には将来キックボクサーになることを決める。当時憧れていた選手は魔裟斗だった。
キックボクシングをやると決めていたが、近所にキックボクシングジムがなかったことで、小学校2年生のとき空手を習い始め、黒帯になると、キックボクシングをやるための手段としてパンチの技術を学ぼうと思い、小学校5年生から3年間ボクシングジムへ通う。
2012年11月23日、Krush-EX 2012 vol.6にて16歳でプロデビュー。リョウタと対戦しKO勝利を収める。

### 新生K-1・Krush

#### Krush -55kg級王座獲得
2014年8月25日、Krush.45にてKrush -55kg級タイトルマッチで王者・瀧谷渉太に挑戦し、3-0の判定勝ちでKrush -55kg級王座獲得。
2014年11月3日、K-1 WORLD GP 2014 〜-65kg初代王座決定トーナメント〜にて王者同士の対決が実現。Krush -58kg級王者・武尊と55kg契約で対戦し、序盤から試合を優位に進めるも3ラウンドに右バックブローで逆転KO負けを喫した。
2015年4月19日、K-1 WORLD GP -55kg初代王座決定トーナメントに出場、1回戦でソフィアン・エラージに判定勝利。準決勝では寺戸伸近に右フックでKO勝ち。決勝戦では武尊と再戦になるも、お互い真っ向勝負の壮絶な殴り合いを繰り広げ、激闘の末に0-3の判定負けを喫した。
2015年4月24日、左拳の負傷により、防衛期限内に防衛戦を行うのが困難な状況のためKrush -55kg級王座を返上。
2015年11月21日、 K-1 WORLD GP 2015 IN JAPAN〜THE CHAMPIONSHIP〜にて階級を-60kg級へ2階級上げレオナ・ペタスと対戦し、0-2の判定負けを喫した。
2016年4月24日、K-1 WORLD GP 2016 -60kg日本代表決定トーナメントに出場、1回戦で山本真弘に飛び膝蹴りで1ラウンドKO勝ち。準決勝で闘志に左ストレートで1ラウンドKO勝ち。決勝戦で卜部功也に判定勝ちでトーナメント優勝を飾った。
2016年9月19日、K-1 WORLD GP 2016 スーパー・フェザー級（-60kg）世界最強決定トーナメントに出場。1回戦でスペインのハビエル・エルナンデスと対戦し、2Rに大雅の激しい攻撃でエルナンデスがラウンド終了後に戦意喪失をして試合を棄権。大雅のKO勝ちとなった。続く準決勝では卜部弘嵩を1Rからダウンを奪うなど圧倒して判定勝ち。決勝は卜部功也に試合開始直後に立て続けに2度ダウンを奪われると、最後は左ストレートで1ラウンドKO負けを喫した。

#### K-1スーパーフェザー級王座獲得・王座剥奪・新生K-1との関係悪化
2017年2月25日、 K-1 WORLD GP 2017 JAPAN 〜初代ライト級王座決定トーナメント〜でK-1 WORLD GPスーパーフェザー級（-60kg）王者・卜部弘嵩に挑戦し、お互い相手にペースを渡さない互角の展開から、3ラウンドに入って少し動きが落ちた卜部に手数の減らない大雅はリズムよく攻勢をかけ、パンチの連打でスタンディングダウンを奪うと、再開後さらにラッシュをかけ2度目のダウンを奪い、試合終盤に差を見せた大雅が判定勝ちを収め、王座の獲得に成功した。
2018年2月3日、K-1が会見を開き、「TRY HARD GYMから契約の合意事項の一方的な破棄を含む不当な要求があった。TRY HARD GYMによる契約無視の強引な手法は看過することが出来ない」として、『すでに試合が決まっているTRY HEARD GYM所属の安保瑠輝也、安保璃紅、松倉信太郎の出場取り消し』『TRY HEARD GYMに所属全選手の出場禁止』『武尊と対戦が決まっていた大雅の試合中止と出場停止』『大雅の保持するK-1 WORLD GPスーパーフェザー級王座の剥奪』が宮田充K-1プロデューサーにより発表された。これに対して翌日、TRY HARD GYMの代表代行で大雅の兄であるHIROYAがブログで声明を発表した。
2018年3月16日、TRY HARD GYM会長代行のHIROYAが弁護士同席で会見を開き、K-1側の主張に改めて反論。K-1側の発表した『TRY HEARDジムの契約違反、及びに契約の一方的な破棄』について、HIROYAが「2017年年末の大雅のRIZINへの出場についてはK-1宮田プロデューサーに確認を取っている」としたうえで「そこでK-1に出場許可をもらえずRIZINへの出場を諦めたので、僕たちは契約違反はしていないと言い切れる」と話してK-1側の発表は事実ではないと断言した。また同席した中野弁護士も「そもそも、K-1から契約書の案が送られてきていない。試合も契約交渉段階だったので、合意自体が存在していないので、（K-1側が発表した我々の）『一方的な契約破棄』はありえない」と説明し、K-1 WORLD GP 2018 JAPAN～K’FESTA.1～での武尊との試合についても「まだ合意が成立していない契約交渉の段階だったため、試合の契約書も作成されておらず、契約は締結されていなかった」とK-1側の主張の矛盾点を指摘した。
また、その会見でHIROYAと中野弁護士は、『K-1で試合をするたびに自動的に専属契約が1年延長されるK-1の契約形態の不当性』を告発。「K-1との契約をやめようとすると1年間、試合がまったくできなくなってしまうことは不当な拘束である」と主張した。その際に中野弁護士からは「K-1から送られてきた契約書の案には、試合をするたびに1年の拘束を受けてしまう問題点があり、他にも契約違反時に一方的に選手の方にだけ多額の違約罰、さらに損害賠償等の義務が科せられるという契約案になっていました。HIROYA代行の話にもありましたように、選手の安全が配慮されておらず、すべて自己責任にされている点など3つの問題点もあります」「あくまでK-1側は権利を持つが、選手側は権利を持たないというような契約案になっており、選手側からの契約解除に関する権利も書かれていません」「そのため、仮にこの契約書に調印しても契約は無効になると判断したことから、こちらから修正案をK-1に出したところ、試合中止になるというような流れになりました」という内容の説明がされた。さらにHIROYAは「試合会場で何度か救急搬送が必要な選手がいても、K-1運営側が救急車を用意できておらず、K-1運営の選手に対する安全面が十分ではないと思った」とK-1運営の選手に対する安全面への不備についての告発も行った。この点についてはHIROYAが、「K-1の契約内容には安全面に関する保全が充分ではなかったので、宮田プロデューサーに提案をさせていただきましたが、一切聞いていただくことができず、提案した翌日には『K-1で試合が決まっていたトライハードジムの選手（安保瑠輝也や大雅など）の試合中止』に関する内容の通知書が相手側の弁護士を通して送られてきました」という話も会見で明かした。
この騒動後、最終的に大雅はTwitterでK-1に対して「選手はお前らの道具じゃねーよ。今に見てろ」と強い怒りを表した。

### RIZIN・RISE
2018年、K-1の1年の拘束期間が切れたことで、RIZINと契約。
2018年9月30日、RIZIN初出場となったRIZIN.13で原口健飛と対戦し、判定0-1で引き分け。
2019年3月10日、RISE WORLD SERIES 2019 -61kgトーナメントの1回戦でセクサン・オー・クワンムアンと対戦し、1-2の判定負け。
2019年4月21日、RIZIN.15に出場し、タリソン・ゴメス・フェレイラと対戦。1Rにダウンを奪うも、2Rに3度のダウンを奪い返されて2RTKO負けを喫した。
2019年7月28日、RIZIN.17で町田光と対戦し、3Rに左フックでダウンを奪い3-0の判定勝ち。
2019年10月12日、RIZIN.19にて白鳥大珠と対戦。3Rにダウンを1度奪い返したが、1・2Rに合計3度のダウンを奪われ、0-3の判定負け。
2019年12月31日、RIZIN.20で白鳥大珠と再戦し、2Rに白鳥の膝蹴りでカットした大雅の左目上の出血がひどくなったことで3R開始時にドクターストップとなり、2R終了時 TKO負けとなった。
2020年8月10日、RIZIN.23で原口健飛と再戦し、1Rに3度のダウンを奪われTKO負けを喫した。
2020年11月21日、RIZIN.25で山畑雄摩と対戦し、3-0の判定勝ちを収めた。
ここまで、K-1在籍の21歳までに20勝5敗の好成績を上げ、K-1離脱後の22歳から24歳にはRIZINなどで1勝7敗1分けと負け越し。24歳から27歳の間にはRIZINとRISEで9勝1敗1分けの好成績を残し、2024年1月にはRISE 175でRISEスーパーフェザー級タイトルマッチを行いチャンヒョン・リーに3R判定勝ちをしてRISEスーパーフェザー級王座を獲得した。

### RIZIN（総合格闘技）
2024年12月、RIZINの会見に出席し、総合格闘技（MMA）への挑戦を発表。総合格闘技への競技転向であるとRIZIN側に伝えており、「これからRIZINバンタム級のベルトを目指していく」と話した。公式Xでも「自分の事を信じてるし、こんなにワクワクしたことがないからめちゃくちゃ楽しみ」と意気込みを話した。
2024年12月31日、RIZINの10度目の大晦日記念大会のRIZIN DECADEで総合格闘技デビュー戦を行い、ムエタイ選手で同じく総合格闘技デビュー戦の元ラジャダムナン・スタジアム認定ライト級王者の梅野源治と対戦。接戦となるも0-3の判定負けを喫した。
2025年1月21日、総合格闘技に専念するため同日付でRISEスーパーフェザー級王座を返上した。

## 戦績

### プロ総合格闘技
| 総合格闘技 戦績 | 総合格闘技 戦績 | 総合格闘技 戦績 | 総合格闘技 戦績 | 総合格闘技 戦績 | 総合格闘技 戦績 | 総合格闘技 戦績 |
| --------------- | --------------- | --------------- | --------------- | --------------- | --------------- | --------------- |
| 2 試合          | (T)KO           | 一本            | 判定            | その他          | 引き分け        | 無効試合        |
| 0 勝            | 0               | 0               | 0               | 0               | 0               | 0               |
| 2 敗            | 0               | 0               | 2               | 0               | 0               | 0               |

| 勝敗 | 対戦相手 | 試合結果          | 大会名                   | 開催年月日     |
| ×    | 栗秋祥梧 | 5分3R終了 判定0-3 | 超RIZIN.4 真夏の喧嘩祭り | 2025年7月27日  |
| ×    | 梅野源治 | 5分3R終了 判定0-3 | RIZIN.49                 | 2024年12月31日 |

### プロキックボクシング
| キックボクシング 戦績 | キックボクシング 戦績 | キックボクシング 戦績 | キックボクシング 戦績 | キックボクシング 戦績 | キックボクシング 戦績 | キックボクシング 戦績 |
| --------------------- | --------------------- | --------------------- | --------------------- | --------------------- | --------------------- | --------------------- |
| 45 試合               | (T)KO                 | 判定                  | その他                | 引き分け              | 無効試合              |                       |
| 30 勝                 | 6                     | 24                    | 0                     | 2                     | 0                     |                       |
| 13 敗                 | 6                     | 7                     | 0                     | 2                     | 0                     |                       |

| 勝敗 | 対戦相手                         | 試合結果                               | 大会名 | 開催年月日     |
| ○    | ダニエル・ピュータス             | 3R終了 判定3-0                         | RISE WORLD SERIES 2024 OSAKA | 2024年6月15日  |
| ○    | チャンヒョン・リー               | 5R終了 判定3-0                         | RISE175 【RISEスーパーフェザー級タイトルマッチ】 | 2024年1月14日  |
| ○    | 常陸飛雄馬                       | 3R+延長1R終了 判定3-0                  | RISE WORLD SERIES 2023 2nd Round | 2023年8月26日  |
| ○    | ポール・カーポウィッツ           | 3R終了 判定3-0                         | MTGP Impact in Paris | 2023年6月24日  |
| ○    | 奥平将太                         | 3R+延長1R終了 判定3-0                  | RISE WORLD SERIES 2022 | 2022年10月15日 |
| ○    | 新田宗一朗                       | 3R終了 判定3-0                         | RIZIN.36 | 2022年7月2日   |
| △    | 髙橋亮                           | 3R終了 判定1-0                         | RIZIN.34 | 2022年3月20日  |
| ○    | 梅野源治                         | 3R終了 判定3-0                         | RISE WORLD SERIES 2021 OSAKA2 | 2021年11月14日 |
| ×    | 中村寛                           | 3R終了 判定0-2                         | RISE WORLD SERIES 2021 OSAKA | 2021年7月18日  |
| ○    | 基山幹太                         | 3R終了 判定3-0                         | RIZIN.27 | 2020年3月21日  |
| ○    | 山畑雄摩                         | 3R終了 判定3-0                         | RIZIN.25 | 2020年11月21日 |
| ×    | 原口健飛                         | 1R 2:50 TKO（3ノックダウン）           | RIZIN.23 - CALLING OVER - | 2020年8月10日  |
| ×    | 白鳥大珠                         | 2R終了時 TKO（ドクターストップ：負傷） | RIZIN.20 | 2019年12月31日 |
| ×    | 白鳥大珠                         | 3R終了 判定0-3                         | RIZIN.19 | 2019年10月12日 |
| ○    | 町田光                           | 3R終了 判定3-0                         | RIZIN.17 | 2019年7月28日  |
| ×    | タリソン・ゴメス・フェレイラ     | 2R 2:34 TKO（3ノックダウン）           | RIZIN.15 | 2019年4月21日  |
| ×    | セクサン・オー・クワンムアン     | 3R終了 判定1-2                         | RISE WORLD SERIES 2019 1st Round 【RISE -61kg Tournament 1回戦】                                                                                      | 2019年3月10日  |
| ×    | チュウ・シュー（朱旭）           | 3R終了 判定                            | EM Legend 36 | 2019年1月12日  |
| △    | 原口健飛                         | 3R終了 判定0-1                         | RIZIN.13 | 2018年9月30日  |
| ×    | リン・シャンバン（林强邦）       | 3R終了 判定1-2                         | Kunlun Fight 74 【61.5kg World Championship 1回戦】                                                                                                   | 2018年5月13日  |
| ×    | スタウロス・エグザコスティディス | 1R 2:41 KO（左フック）                 | K-1 WORLD GP 2017 JAPAN 〜初代ウェルター級王座決定トーナメント〜                                                                                      | 2017年9月18日  |
| ○    | 皇治                             | 3R終了 判定3-0                         | K-1 WORLD GP 2017 JAPAN 〜第2代スーパー・ウェルター級王座決定トーナメント〜                                                                           | 2017年6月18日  |
| ○    | 卜部弘嵩                         | 3R終了 判定3-0                         | K-1 WORLD GP 2017 JAPAN 〜初代ライト級王座決定トーナメント〜 【K-1 WORLD GPスーパー・フェザー級タイトルマッチ】                                       | 2017年2月25日  |
| ○    | チェン・ウェンデ                 | 3R終了 判定3-0                         | Wu Lin Feng 2016: WLF x Krush - China vs Japan | 2016年12月3日  |
| ×    | 卜部功也                         | 1R 1:31 KO（左ストレート）             | K-1 WORLD GP 2016 IN JAPAN 〜スーパー・フェザー級世界最強決定トーナメント〜 【K-1 WORLD GP 2016 スーパー・フェザー級世界最強決定トーナメント 決勝戦】 | 2016年9月19日  |
| ○    | 卜部弘嵩                         | 3R終了 判定3-0                         | K-1 WORLD GP 2016 IN JAPAN 〜スーパー・フェザー級世界最強決定トーナメント〜 【K-1 WORLD GP 2016 スーパー・フェザー級世界最強決定トーナメント 準決勝】 | 2016年9月19日  |
| ○    | ハビエル・エルナンデス           | 2R 3:00 KO（試合放棄）                 | K-1 WORLD GP 2016 IN JAPAN 〜スーパー・フェザー級世界最強決定トーナメント〜 【K-1 WORLD GP 2016 スーパー・フェザー級世界最強決定トーナメント 1回戦】  | 2016年9月19日  |
| ○    | 卜部功也                         | 3R終了 判定3-0                         | K-1 WORLD GP 2016 IN JAPAN〜-60kg日本代表決定トーナメント〜 【K-1 WORLD GP 2016 -60kg日本代表決定トーナメント 決勝戦】                                | 2016年4月24日  |
| ○    | 闘士                             | 1R 0:54 KO（左ストレート）             | K-1 WORLD GP 2016 IN JAPAN〜-60kg日本代表決定トーナメント〜 【K-1 WORLD GP 2016 -60kg日本代表決定トーナメント 準決勝】                                | 2016年4月24日  |
| ○    | 山本真弘                         | 1R 1:47 KO（左飛び膝蹴り）             | K-1 WORLD GP 2016 IN JAPAN〜-60kg日本代表決定トーナメント〜 【K-1 WORLD GP 2016 -60kg日本代表決定トーナメント 1回戦】                                 | 2016年4月24日  |
| ○    | 平塚大士                         | 2R 2:46 KO（左フック）                 | Krush.63 | 2016年2月5日   |
| ×    | レオナ・ペタス                   | 3R終了 判定0-2                         | K-1 WORLD GP 2015 IN JAPAN〜THE CHAMPIONSHIP〜 | 2015年11月21日 |
| ×    | 武尊                             | 3R終了 判定0-3                         | K-1 WORLD GP 2015 IN JAPAN〜－55kg初代王座決定トーナメント〜 【K-1 WORLD GP -55kg初代王座決定トーナメント 決勝戦】                                    | 2015年4月19日  |
| ○    | 寺戸伸近                         | 3R 2:40 KO（右フック）                 | K-1 WORLD GP 2015 IN JAPAN〜－55kg初代王座決定トーナメント〜 【K-1 WORLD GP -55kg初代王座決定トーナメント 準決勝】                                    | 2015年4月19日  |
| ○    | ソフィアン・エラージ             | 3R終了 判定3-0                         | K-1 WORLD GP 2015 IN JAPAN〜－55kg初代王座決定トーナメント〜 【K-1 WORLD GP -55kg初代王座決定トーナメント 1回戦】                                     | 2015年4月19日  |
| ×    | 武尊                             | 3R 0:13 KO（右バックブロー）           | K-1 WORLD GP 2014 〜-65kg初代王座決定トーナメント〜                                                                                                   | 2014年11月3日  |
| ○    | 瀧谷渉太                         | 3R終了 判定3-0                         | Krush.45 〜in NAGOYA〜 【Krush -55kg級タイトルマッチ】                                                                                                | 2014年8月24日  |
| ○    | 鈴木優也                         | 3R終了 判定3-0                         | Krush.41 | 2014年5月11日  |
| ○    | 堀尾竜司                         | 3R終了 判定3-0                         | Krush.35 【Krush YOUTH GP 2013 -55kg Tournament 決勝戦】                                                                                              | 2013年12月14日 |
| ○    | 伊澤波人                         | 4R終了 判定2-1                         | Krush-IGNITION 2013 vol.6 【Krush YOUTH GP 2013 -55kg Tournament 準決勝】                                                                             | 2013年10月13日 |
| ○    | 将大                             | 4R終了 判定3-0                         | Krush-IGNITION 2013 vol.6 【Krush YOUTH GP 2013 -55kg Tournament 1回戦】                                                                              | 2013年10月13日 |
| ○    | 平岡征治                         | 3R終了 判定3-0                         | J-NETWORK「J-FIGHT in SHINJUKU 〜vol.32〜」 | 2013年9月1日   |
| ○    | 良輝                             | 3R終了 判定3-0                         | Krush.29 | 2013年6月16日  |
| ○    | 石田圭祐                         | 3R終了 判定3-0                         | Krush.27 | 2013年3月20日  |
| ○    | リョウタ                         | 3R 1:20 KO                             | Krush-EX 2012 vol.6 | 2012年11月23日 |

### エキシビション
| 勝敗 | 対戦相手 | 試合結果 | 大会名                                           | 開催年月日    |
| ー   | 武尊     | 2分2R    | GAINA魂                                          | 2023年9月10日 |
| －   | HIROYA   | 3分1R    | ベルヴィ武蔵野 Presents RIZIN WEDDING for HIROYA | 2021年8月21日 |

## 獲得タイトル
- Krush YOUTH GP 2013 -55kg級 優勝
- 第3代Krushスーパーバンタム級王座
- K-1 WORLD GP 2016 -60kg日本代表決定トーナメント 優勝
- 第3代K-1 WORLD GPスーパーフェザー級王座
- 第6代RISEスーパーフェザー級王者